# 동부땃쥐쥐
동부땃쥐쥐(Pseudohydromys murinus)는 쥐과에 속하는 설치류의 일종이다. 파푸아뉴기니에서만 발견된다.